# 福建省地震局
福建省地震局，是中国地震局和福建省人民政府双重领导，以中国地震局为主的事业单位。根据福建省人民政府授权，依法履行防震减灾主管机构的各项职责，承担本行政区域内防震减灾工作政府行政管理职能。

## 历史沿革
1970年成立了福建省地震工作领导小组。同年，成立中南地震大队前兆三队，负责福建、江西两省的地震工作，队部设在福州。后来，成立福州地震大队。当时，地震台站有：福州、龙岩、泉州、江西南城、浙江新安江。1970年2月，中华人民共和国第一次地震工作会议决定在福建省开展地震工作。从中科院长沙大地构造研究室、武汉测地所、中南地震大队、福建地理研究所抽调人员和仪器，参加福州地震大队的筹建工作。1971年初，中央地震工作领导小组办公室按福州军区设置格局组建福州地震大队，负责管理福建、江西、浙江三省地震工作。1971年11月，福建省革命委员会成立福建省地震工作领导小组，下设办公室，属二级局建制，与福州地震大队合署办公，内设政工组、业务组、办事组，划归省计委口管理。1978年9月，撤消福建省地震办公室和国家地震局福州地震大队建制，成立福建省地震局，由省革委会和国家地震局双重领导，以省革委会领导为主，划归省科委口管理。1978年11月，成立中共福建省地震局委员会。 